# 7 Pułk Strzelców Konnych (Cesarstwo Niemieckie)

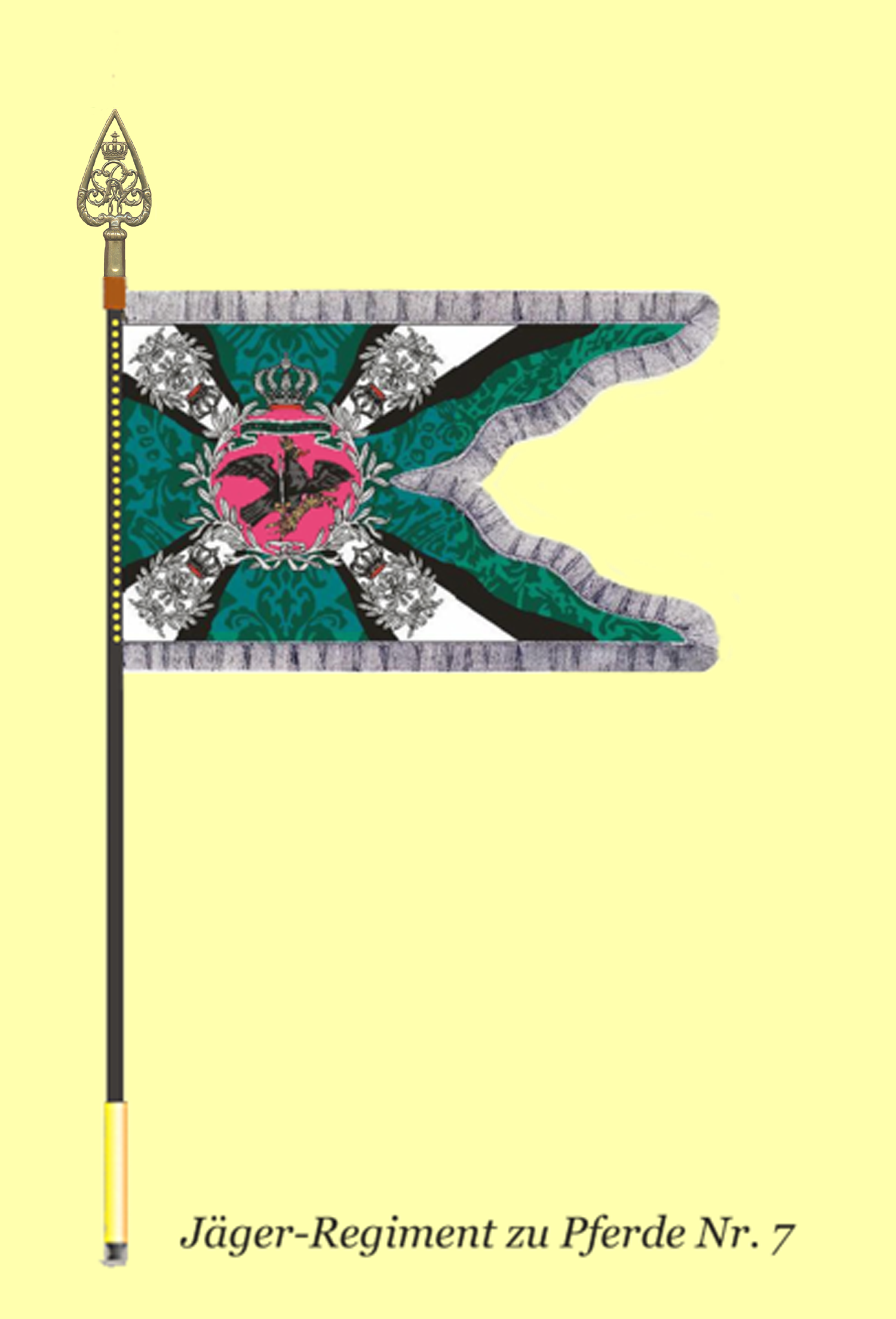
Sztandar pułku

7 pułk strzelców konnych (niem. Jäger-Regiment zu Pferde Nr. 7) – pułk kawalerii niemieckiej okresu Cesarstwa Niemieckiego.
Sformowany 1 października 1913 Stałym garnizonem tej jednostki był Trewir (Trier). Oddział wchodził w skład IX Korpusu Armijnego .

 Wiosną 1914 był w strukturze 16 Brygady Kawalerii z 16 Dywizji Piechoty.
W wyniku mobilizacji, w sierpniu 1914 pułk osiągnął gotowość bojową i w składzie 6 Brygady Kawalerii z 3 Dywizji Kawalerii został wysłany na front zachodni.

## Podporządkowanie
- IX Korpus Armijny – Koblencja (Koblenz)
  - 16 Dywizja Piechoty (16. Infanteriedivision) – Trewir
    - 16 Brygada Kawalerii (16. Kavalleriebrigade) – Trewir
      - 7 pułk strzelców konnych – Trewir